# Schizotetranychus minutus
Schizotetranychus minutus är en spindeldjursart som beskrevs av Wang 1985. Schizotetranychus minutus ingår i släktet Schizotetranychus och familjen Tetranychidae. Inga underarter finns listade i Catalogue of Life.